# Gare de Plestan
La gare de Plestan est une gare ferroviaire française de la ligne de Paris-Montparnasse à Brest, située sur le territoire de la commune de Plestan, dans le département des Côtes-d'Armor en région Bretagne.
C'est une halte voyageurs de la Société nationale des chemins de fer français (SNCF) desservie par des trains express régionaux TER Bretagne. C'est également une gare marchandises qui est la deuxième gare de Bretagne en 2006.

## Situation ferroviaire
Établie à 89 mètres d'altitude, la gare de Plestan est située au point kilométrique (PK) 446,957 de la ligne de Paris-Montparnasse à Brest, entre les gares de Plénée-Jugon et de Lamballe.

## Histoire
Le 18 septembre 1882, un vœu du conseil général des Côtes du Nord pour l'ouverture d'une halte permettant de desservir au mieux Plestan, le choix de l'emplacement étant laissé à l'appréciation de la Compagnie des chemins de fer de l'Ouest, est transmis au ministre des Travaux publics.

## Fréquentation
De 2015 à 2023, selon les estimations de la SNCF, la fréquentation annuelle de la gare s'élève aux nombres indiqués dans le tableau ci-dessous.
| Année     | 2015  | 2016  | 2017  | 2018  | 2019  | 2020  | 2021  | 2022  | 2023   |
| --------- | ----- | ----- | ----- | ----- | ----- | ----- | ----- | ----- | ------ |
| Voyageurs | 6 030 | 7 570 | 8 831 | 7 344 | 7 316 | 5 232 | 5 521 | 7 989 | 11 031 |

## Service des voyageurs

### Accueil
Halte SNCF, c'est un point d'arrêt non géré (PANG) disposant de panneaux d'informations et d'abris de quais.

### Desserte
Plestan est desservie par des trains TER Bretagne qui circulent entre les gares de Rennes et Saint-Brieuc ou Lamballe.

## Gare marchandises
Pour le trafic fret, Plestan est, en 2006, avec 532 065 tonnes, la deuxième gare de Bretagne, après celle de Rennes, pour le tonnage embarqué ou débarqué. Il s'agit exclusivement de marchandises venant de l'agriculture.